# Adrien Brody
Pour les articles homonymes, voir Brody.
Adrien Brody, né le 14 avril 1973 à New York, dans l'État de New York, aux (États-Unis), est un acteur et producteur américain.
Révélé dans les années 1990, il reçoit une reconnaissance internationale pour son rôle du pianiste Władysław Szpilman dans le film Le Pianiste de Roman Polanski, en 2003. Pour son interprétation il reçoit de nombreuses critiques élogieuses avant de remporter le Golden Globe, le Bafta, le César et enfin l'Oscar du meilleur acteur à 29 ans, ce qui fait de lui le plus jeune lauréat pour cette distinction. Il devient à ce titre le premier comédien étranger à remporter un César du meilleur acteur devant Omar Sharif.
Depuis, il est l'un des acteurs américains les plus sollicités. Il a notamment joué le rôle de Salvador Dalí dans la comédie Minuit à Paris en 2012 ou plus récemment celui du dramaturge Arthur Miller dans le vrai-faux biopic Blonde d'Andrew Dominik. C'est un acteur fétiche des cinéastes Woody Allen et surtout Wes Anderson, avec qui il a tourné cinq films, dont The Grand Budapest Hotel.
En 2024, il revient sur le devant de la scène avec The Brutalist, de Brady Corbet. Il remporte pour ce rôle le Golden Globe du meilleur acteur dans un film dramatique, le BAFTA du meilleur acteur et un second Oscar du meilleur acteur.

## Biographie

### Enfance et formation

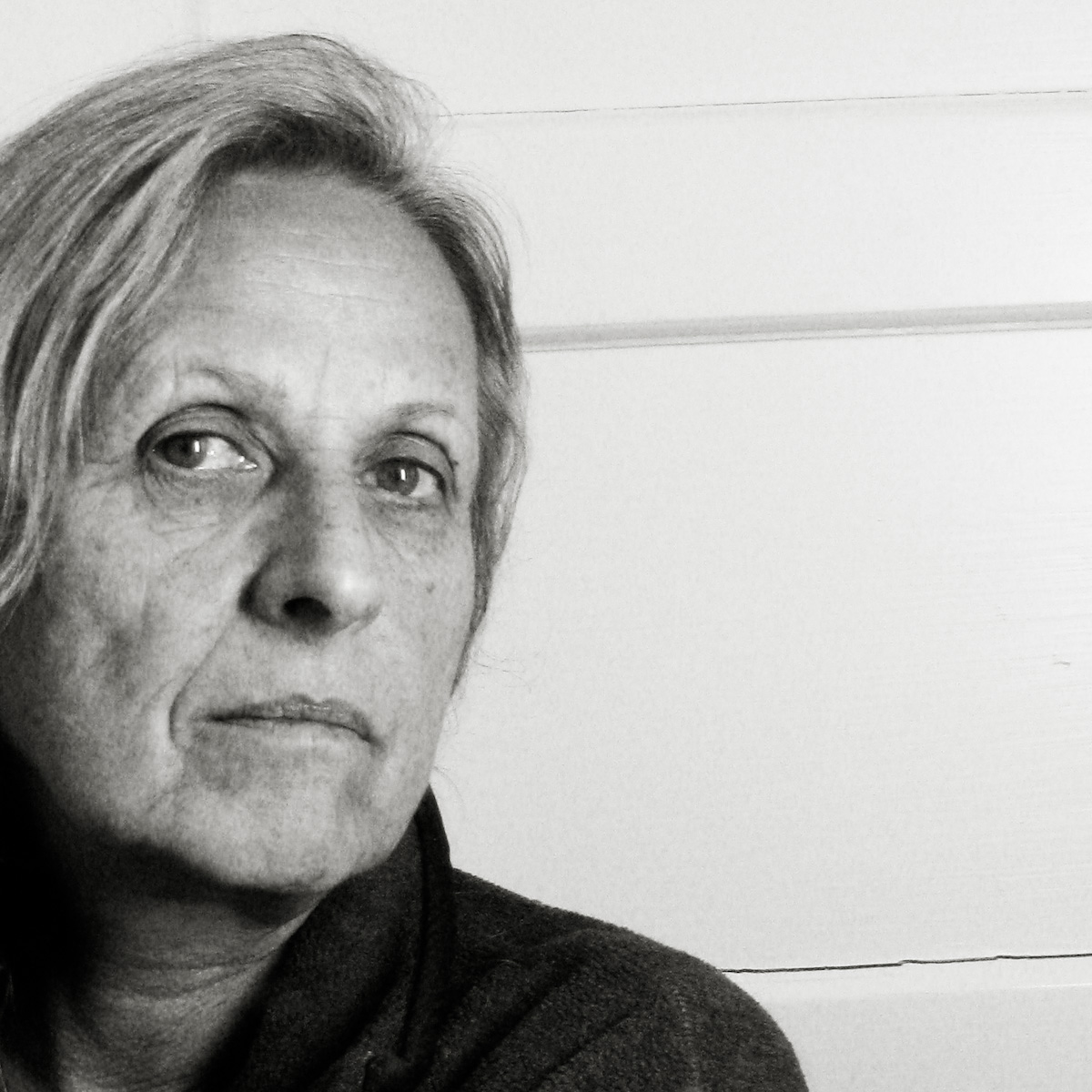
Sylvia Plachy en 2012.

Adrien Nicholas Brody, né le 14 avril 1973 à New York, dans l'État de New York, aux (États-Unis), est le fils d'Elliot Brody, professeur de littérature à la retraite et peintre, et de Sylvia Plachy, une célèbre photographe, installés aux États-Unis et naturalisés américains en 1963. Son père est issu d'une famille juive polonaise. Sa mère, née à Budapest, est la fille d'un aristocrate hongrois catholique et d'une mère juive tchèque. Il grandit dans le quartier du Queens à New York. Grâce à sa mère, il côtoie tout jeune le monde des artistes new-yorkais : musiciens, guitaristes, peintres, décorateurs, écrivains, excepté des acteurs. Dans sa jeunesse, il fréquente assidûment les salles de cinéma en se glissant par les sorties de secours. Ses parents le poussent vers une carrière artistique en l'inscrivant aux cours de comédie de l'American Academy of Dramatic Arts.

### Carrière

#### Débuts
Adrien Brody obtient ses premiers rôles à 12 ans dans la sitcom Annie McGuire puis dans New York Stories (sketch Le Complot d'Œdipe de Woody Allen). Quatre ans plus tard, il interprète un délinquant dans King of the Hill de Steven Soderbergh et plusieurs petits rôles dans des séries B hollywoodiennes (Le Guerrier d'acier, Une équipe aux anges). Il tourne également plusieurs films indépendants tels que The Last time I committed suicide avec Keanu Reeves.

#### Révélation et consécration

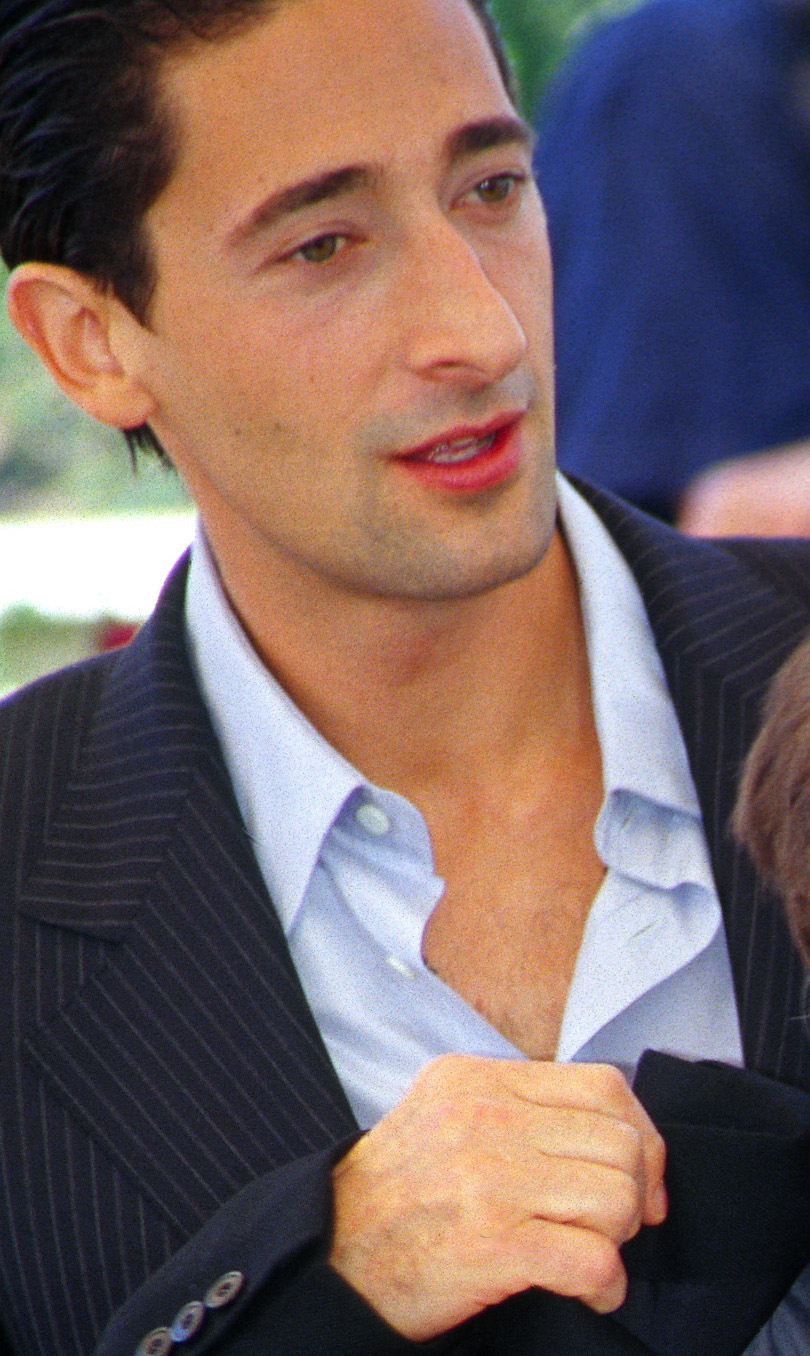
Adrien Brody au Festival de Cannes 2002 dans Le Pianiste.

En 1998, alors qu'Adrien Brody devait tenir le premier rôle de la fresque de guerre, La Ligne rouge, il est écarté au profit de Jim Caviezel. Terrence Malick réduit drastiquement l'importance de son personnage durant le montage, ce qu'il découvrira lors de la première du film. De grands metteurs en scène font désormais appel à lui. Il incarne un musicien punk dans Summer of Sam de Spike Lee, un étudiant juif dans Liberty Heights de Barry Levinson ou encore, un syndicaliste dans Bread and Roses de Ken Loach.
En 2000, il interprète le rôle de Kyle Morris dans le drame historique français d'Élie Chouraqui, Harrison's Flowers.
La consécration arrive en 2002 avec Le Pianiste de Roman Polanski, dans lequel Adrien Brody joue le rôle du musicien virtuose Władysław Szpilman, juif polonais parqué dans le ghetto de Varsovie durant la Seconde Guerre mondiale. Sa prestation lui vaut l'Oscar et le César du « Meilleur acteur » et fait de lui un des comédiens les plus sollicités d'Hollywood. Il est le plus jeune acteur à qui on a jamais décerné un Oscar : il avait alors vingt-neuf ans. Il s'est beaucoup investi dans ce rôle en perdant 15 kilos et en apprenant à jouer Chopin.
Il est également le seul acteur à avoir obtenu le César du meilleur acteur pour un rôle joué en anglais et le seul, mis à part Marion Cotillard pour La Môme, ayant réussi ce doublé : Oscar et César du meilleur acteur pour un même rôle.
Il se lance dans la production de hip-hop sous le pseudonyme A.Ranger avec notamment C-Rayz Walz (en) en 2003 pour lequel il produit A Lifetime Bid.

#### Confirmation hollywoodienne
S'orientant alors vers une carrière plus grand public, Adrien Brody tourne les thrillers fantastiques Le Village, de M. Night Shyamalan (2004), The Jacket (2005), avec Keira Knightley, et est choisi pour incarner le héros de King Kong dans la nouvelle version signée Peter Jackson. Il enchaîne avec un biopic porté par Ben Affleck, Hollywoodland, dans lequel il joue le rôle d'un détective privé enquêtant sur la mort de George Reeves, un acteur américain ayant joué Superman dans un feuilleton des années 1950.
En 2007, Wes Anderson lui confie l'un des rôles principaux de sa comédie indépendante À bord du Darjeeling Limited. Il enchaîne avec deux projets risqués, qui, s'ils échouent commercialement, sont bien reçus par la critique : en 2008 le biopic musical Cadillac Records, où il prête ses traits à Leonard Chess, puis en 2009 la décalée comédie dramatique Une arnaque presque parfaite, aux côtés de Mark Ruffalo et Rachel Weisz.
L'année 2010 s'avère diversifiée. Il prête sa voix au nouveau projet de Wes Anderson, l'acclamée comédie d'animation Fantastic Mr. Fox. Puis il revient à la co-production européenne pour le biopic Manolete, où il incarne, aux côtés de Penélope Cruz, Manolete, le torero espagnol des années 1940.
Brody s'aventure dans le cinéma de genre en tête d'affiche du thriller de science-fiction Splice, de Vincenzo Natali. Il mène ensuite la distribution chorale du blockbuster Predators, de Nimrod Antal. Le premier est acclamé par la critique, mais est un échec commercial, tandis que le second fonctionne correctement.

#### Production et retour à l'étranger

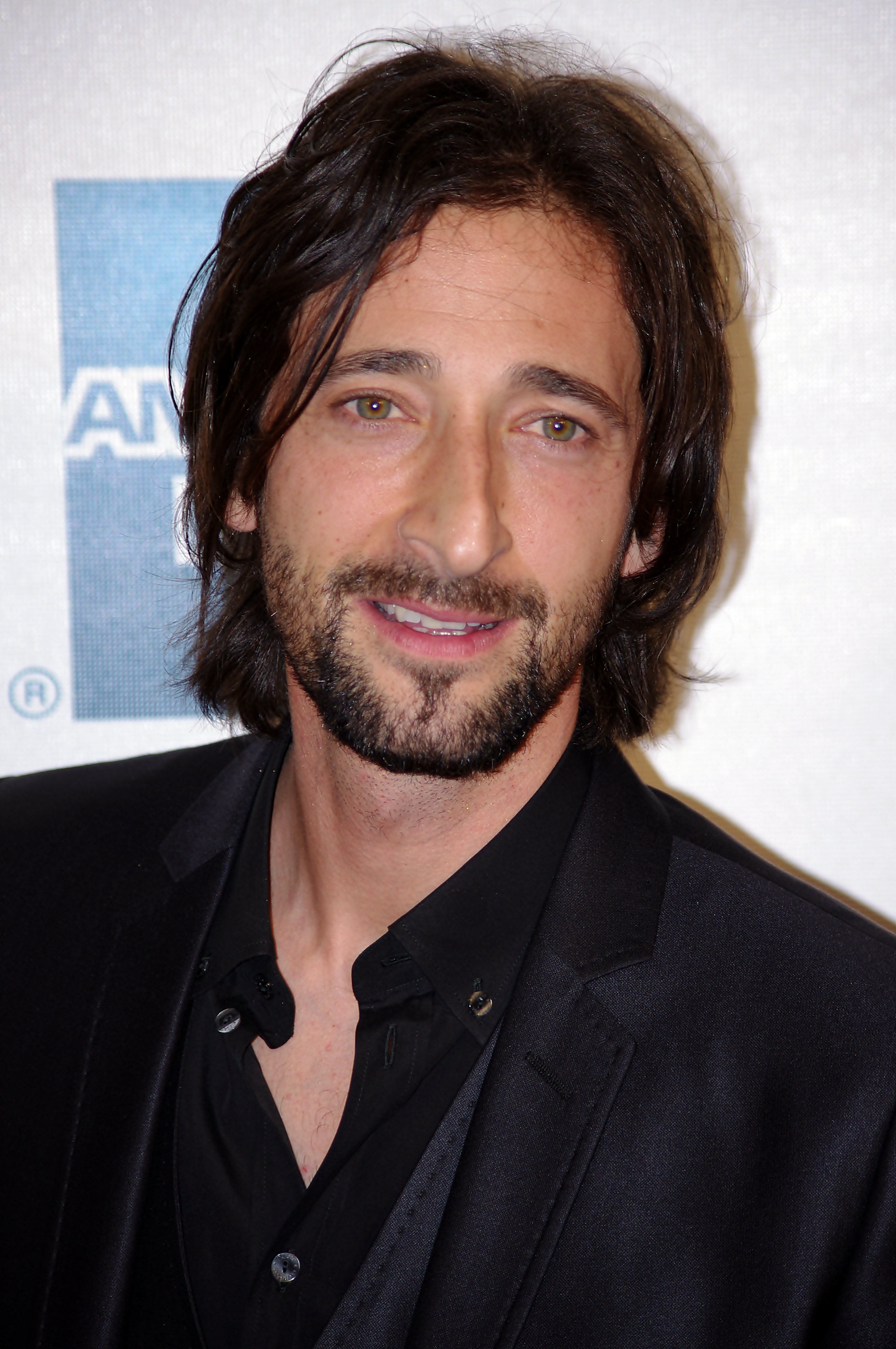
Adrien Brody au Festival du Film de Tribeca 2011 pour la première de Detachment.

Les deux autres films d'Adrien Brody de l'année 2010 passent inaperçus. Le thriller Giallo, de Dario Argento, pour lequel il fait aussi ses débuts de producteur, ainsi que le drame carcéral The Experiment, écrit et réalisé par Paul Scheuring, sont des projets moins exposés commercialement et plus risqués.
En 2011, le thriller Wrecked est un nouvel échec, tout comme le drame social Detachment de Tony Kaye, sur lequel il officie aussi en tant que producteur exécutif. Seule son interprétation de Salvador Dalí dans la comédie dramatique Minuit à Paris, écrite et réalisée par Woody Allen, lui permet de se distinguer.
En 2012, il continue à s'exporter davantage en jouant un rôle secondaire dans la fresque historique chinoise Back to 1942 (Yi Jiu Si Er) de Feng Xiaogang.
En 2013, Brody revient à Hollywood pour deux projets. Mais la comédie satirique à sketches Inappropriate Comedy et le drame choral Puzzle de Paul Haggis sont très mal reçus par la critique et échouent commercialement.
En 2014, il peut compter sur Wes Anderson, qui lui confie un petit rôle dans l'oscarisé The Grand Budapest Hotel. Parallèlement, la mini-série télévisée Houdini, où il interprète le rôle-titre, lui permet de décrocher quelques nominations. Mais au cinéma, le polar indépendant Braquage à l'américaine, où il s'entoure des jeunes Hayden Christensen et Jordana Brewster, qu'il produit, est un autre échec.
En 2015, il revient au cinéma chinois pour la fresque Dragon Blade (Tian jiang xiong shi) de Daniel Lee Yan-kong. Il mène deux autres films indépendants : le thriller Backtrack et le drame Septembers of Shiraz. Il est enfin à l'affiche du drame historique d'aventures Emperor, de Lee Tamahori, où il prête ses traits au roi Charles Quint.
Il tourne également dans différentes séries télévisées, telles que Peaky Blinders en 2017, en tant que personnage central de la saison 4.

#### Retour au cinéma américain indépendant
En 2021, Adrien Brody retrouve Wes Anderson dans The French Dispatch, où il donne la réplique à Benicio del Toro et Léa Seydoux. Ce film, accueilli à Cannes de façon assez mitigé, signe son retour dans les salles de cinéma. En 2022, Blonde biopic consacré à Marilyn Monroe réalisé par Andrew Dominik, le voit donner la réplique à Ana de Armas, dans le rôle du dramaturge Arthur Miller.
En 2023, il tourne dans deux longs-métrages. Le premier est un thriller psychologique intitulé Manodrome de John Trengove, où il donne la réplique à Jesse Eisenberg et Odessa Young. Le second est une nouvelle comédie réalisée par Wes Anderson intitulé Asteroid City.
En 2024, il tient le rôle principal dans The Brutalist, de Brady Corbet, qui connaît sa première mondiale à la Mostra de Venise en septembre 2024, avant d'être présenté au Festival de Toronto et à celui de New York. Il reçoit pour ce rôle l'Oscar du meilleur acteur lors de la 97e cérémonie des Oscars.

### Vie privée
En 2002, durant la promotion du film Le Pianiste à Paris, Adrien Brody rencontre Elsa Pataky, alors compagne de Michaël Youn. Elsa Pataky et Adrien Brody se mettront ensemble après la rupture du couple qu'elle formait avec Michaël Youn en 2006. Ils se sépareront en 2009,
En 2012, il officialise sa liaison avec le mannequin Lara Lieto.
En 2021, il officialise sa relation en apparaissant au bras de Georgina Chapman, ancienne épouse du producteur américain Harvey Weinstein.

## Filmographie

### Acteur

#### Cinéma

##### Années 1980
- 1989 : New York Stories sketch Le Complot d'Œdipe (Oedipus Wrecks) de Woody Allen : Mel

##### Années 1990
- 1992 : King of the Hill de Steven Soderbergh : Lester
- 1994 : Une équipe aux anges (Angels In The Outfield) de William Dear : Danny Hemmerling
- 1995 : Ten Benny (en) d'Eric Bross : Ray Diglovanni
- 1996 : Bullet de Julien Temple : Ruby Stein
- 1996 : Le Guerrier d'acier (Solo) de Norberto Barba : Dr Bill Stewart
- 1997 : J'ai épousé un croque-mort (The Undertaker's Wedding) de John Bradshaw : Mario Bellini
- 1997 : The Last time I committed suicide de Stephen T. Kay : Ben
- 1997 : Sous influences (Six Ways to Sunday (en)) d'Adam Bernstein : Arnie Finklestein
- 1998 : Restaurant (en) d'Eric Bross : Chris Calloway
- 1998 : La Ligne rouge (The Thin Red Line) de Terrence Malick : le soldat Fife
- 1999 : Oxygen de Richard Shepard : Harry
- 1999 : Summer of Sam de Spike Lee : Richie
- 1999 : Liberty Heights de Barry Levinson : Van Kurtzman

##### Années 2000
- 2000 : Bread and Roses de Ken Loach : Sam Shapiro
- 2000 : Harrison's Flowers d'Élie Chouraqui : Kyle Morris
- 2001 : L'Affaire du collier (The Affair of the Necklace) de Charles Shyer : Nicolas de La Motte
- 2001 : Love The Hard Way (en) de Peter Sehr : Jack Grace
- 2002 : Le Pianiste (The Pianist) de Roman Polanski : Władysław Szpilman
- 2002 : Dummy de Greg Pritikin (en) : Steven
- 2003 : A Sorta Fairytale - Tori Amos (clip vidéo)
- 2004 : Le Village (The Village) de M. Night Shyamalan : Noah Percy
- 2004 : Le Secret enfoui de Night Shyamalan de Nathaniel Kahn :
- 2005 : The Jacket de John Maybury : Jack Starks
- 2005 : King Kong de Peter Jackson : Jack Driscoll
- 2006 : Hollywoodland (Truth, Justice and The American Way) d'Allen Coulter : Louis Simo de
- 2007 : À bord du Darjeeling Limited de Wes Anderson : Peter Whitman
- 2008 : Cadillac Records de Darnell Martin : Leonard Chess
- 2008 : Manolete de Menno Meyjes : Manuel Rodriguez Sanchez
- 2009 : Une arnaque presque parfaite (The Brothers Bloom) de Rian Johnson : Bloom

##### Années 2010
- 2010 : Fantastic Mr. Fox, de Wes Anderson : Rickity (voix)
- 2010 : Splice de Vincenzo Natali : Clive Nicoli
- 2010 : Predators de Nimród Antal : Royce
- 2010 : Giallo de Dario Argento : Enzo Avolfi
- 2010 : The Experiment de Paul Scheuring : Travis
- 2011 : Lost identity (en) (Wrecked) de Michael Greenspan : Man
- 2011 : Minuit à Paris (Midnight in Paris) de Woody Allen : Salvador Dalí
- 2011 : Detachment de Tony Kaye : Henry Barthes
- 2012 : High School de John Stalberg (en) : Ed
- 2012 : Back to 1942 (Yi Jiu Si Er) de Feng Xiaogang : Theodore Harold White
- 2013 : Inappropriate Comedy de Vince Offer (en)
- 2014 : The Grand Budapest Hotel de Wes Anderson : Dimitri Desgoffe und Taxis
- 2014 : Braquage à l'américaine (American Heist) de Sarik Andreassian : Frankie
- 2014 : Puzzle de Paul Haggis : Scott
- 2015 : Dragon Blade (Tian jiang xiong shi) de Daniel Lee Yan-kong : Tiberius
- 2016 : Backtrack : Les Revenants (Backtrack) de Michael Petroni : Peter Bower
- 2016 : Manhattan Night de Brian DeCubellis : Porter Wren
- 2016 : Insurrection (Septembers of Shiraz) de Wayne Blair : Isaac
- 2017 : Bullet Head de Paul Solet : Stacy
- 2018 : Les Sentinelles du Pacifique (Air Strike) de Xiao Feng : Steve
- 2018 : Emperor de Lee Tamahori : Charles Quint

##### Années 2020
- 2021 : The French Dispatch de Wes Anderson : Julian Cadazio
- 2021 : Clean de Paul Solet : Clean
- 2022 : Blonde d'Andrew Dominik : Arthur Miller
- 2022 : Coup de théâtre (See How They Run) de Tom George : Leo Köpernick
- 2023 : Ghosted de Dexter Fletcher : Leveque
- 2023 : Asteroid City de Wes Anderson : Schubert Green
- 2023 : Fool's Paradise de Charlie Day : Chad Luxt
- 2023 : Manodrome de John Trengove : Dad Dan
- 2024 : The Brutalist de Brady Corbet : László Toth

#### Séries télévisées
- 1988 : Annie McGuire : Lenny McGuire (2 épisodes)
- 2014 : Houdini, l'illusionniste d'Uli Edel : Harry Houdini (2 épisodes)
- 2016 : Dice : lui-même
- 2017 : Peaky Blinders : Luca Changretta (6 épisodes)
- 2021 : Chapelwaite : Capitaine Charles Boone (10 épisodes)[12]
- 2021 : Succession : Josh Aaronson
- 2022 : Winning Time: The Rise of the Lakers Dynasty (en) : Pat Riley
- 2023 : Poker Face

#### Téléfilms
- 1988 : Home at Last : Billy
- 1994 : Vilaines Filles et Mauvais Garçons (Jailbreakers) de William Friedkin  : Skinny
- 1996 : Bullet Hearts : Chuckie Bragg

### Producteur
- 2010 : Giallo de Dario Argento
- 2011 : Lost identity (Wrecked) de Michael Greenspan
- 2011 : Detachment de Tony Kaye

## Distinctions

### Récompenses et nominations
Le Pianiste
- Oscar du meilleur acteur
- César du meilleur acteur
- Boston Society of Film Critics Award du meilleur acteur
- National Society of Film Critics Award du meilleur acteur
- Nommé au BAFTA du meilleur acteur
- Nommé au Golden Globe du meilleur acteur
- Nommé au Chicago Film Critics Association Award du meilleur acteur
- Nommé au Online Film Critics Society Award du meilleur acteur
- Nommé à la 9e cérémonie des Screen Actors Guild Awards du meilleur acteur dans un premier rôle
- Nommé au Vancouver Film Critics Circle Award du meilleur acteur

Minuit à Paris
- Nommé au Alliance of Women Film Journalists Award pour la meilleure distribution.
- Nommé au Chlotrudis Society for Independent Film pour la meilleure distribution.
- Nommé au San Diego Film Critics Society pour la meilleure distribution.
- Nommé au Phoenix Film Critics Society pour la meilleure distribution partagé avec Owen Wilson, Rachel McAdams, Kurt Fuller, Mimi Kennedy, Michael Sheen, Nina Arianda, Carla Bruni, Yves Heck, Alison Pill, Corey Stoll, Tom Hiddleston, Sonia Rolland, Kathy Bates, Marion Cotillard et Léa Seydoux.
- Nommé au Screen Actors Guild Award pour la meilleure distribution partagé avec Kathy Bates, Carla Bruni, Marion Cotillard, Rachel McAdams, Michael Sheen et Owen Wilson.

Locarno 🎥 Festival
- Leopard Club Award 2017

The Brutalist
- BAFTA 2025 : Meilleur acteur
- Golden Globes 2025 : Meilleur acteur dans un film dramatique
- Oscars 2025 : Meilleur acteur

### Éponymie
L'astéroïde (9974) Brody est nommé en son honneur.

## Voix françaises
En France, Adrien Antoine est la voix française régulière d'Adrien Brody. Stéphane Ronchewski, Patrick Mancini et Jean-Marco Montalto l'ont également doublé à quatre reprises pour le premier et à trois occasions pour les deux suivants.
Au Québec, François Sasseville est la voix québécoise régulière de l'acteur.
En France
| - Adrien Antoine dans : - King Kong - Hollywoodland - Cadillac Records - À bord du Darjeeling Limited - Manolete - Splice - The Experiment - The Grand Budapest Hotel - Houdini, l'illusionniste (mini-série) - Dragon Blade - Backtrack : Les Revenants - Bullet Head - Les Sentinelles du Pacifique - Chapelwaite (série télévisée) - The French Dispatch - Clean - Coup de théâtre - Blonde - Ghosted - Asteroid City - Stéphane Ronchewski dans : - Summer of Sam - Liberty Heights - L'Affaire du collier - The Jacket - Succession (série télévisée) | - Patrick Mancini dans : - Oxygen - Le Village - Une arnaque presque parfaite - Jean-Marco Montalto dans : - Braquage à l'américaine - Manhattan Night - Dice (série télévisée) - Bernard Gabay dans : - King of the Hill - Predators - Laurent Natrella dans : - Le Pianiste - Peaky Blinders (série télévisée) Et aussi - Philippe Vincent dans Le Guerrier d'acier - Laurent Bonnet dans Detachment - Michelangelo Marchese dans Puzzle - Cédric Dumond dans Winning Time: The Rise of the Lakers Dynasty (en) (série télévisée) - Benjamin Egner dans Poker Face (série télévisée) - Antoine Fleury dans Fool's Paradise - Tommy Laszlo dans The Brutalist |

Au Québec
| - François Sasseville dans : - La camisole de force - Hollywoodland - Les Frères Bloom - Nouvelle espèce - Lost identity (en) - Daniel Picard dans : - King Kong - Les Prédateurs | Et aussi - Patrice Dubois dans Souvenirs de Liberty Heights - Martin Watier dans Le Village |